# هوارد جونسون (عازف جاز)
هوارد جونسون (بالإنجليزية: Howard Johnson)‏ هو عازف جاز أمريكي، ولد في 7 أغسطس 1941 في مونتغومري في الولايات المتحدة.

## وصلات خارجية
- الموقع الرسمي
- هوارد جونسون على موقع IMDb (الإنجليزية)
- هوارد جونسون على موقع ميوزك برينز (الإنجليزية)
- هوارد جونسون على موقع أول ميوزيك (الإنجليزية)
- هوارد جونسون على موقع ديسكوغز (الإنجليزية)
- هوارد جونسون على موقع قاعدة بيانات الفيلم (الإنجليزية)